# انکروچت
انکروچت (انگلیسی: EncroChat) یک شبکه مخابراتی و یک پیام‌رسان و رساننده خدمات است که ظاهراً مورد استفاده خلافکاران بوده و از سوی گروه‌های جنایتکار مورد استفاده قرار می‌گرفت. در ژوئیه ۲۰۲۰ این شبکه توسط نیروهای پلیس اروپا و با مشارکت آژانس جنایی ملی بریتانیا هک شد. و سیستم ارتباطی رمزگذاری شده در این اپلیکیشن باز شد. یک منبع ناشناس مرتبط با انکروچت گفت، این کمپانی فعالیت‌هایش را به دلیل عملیات پلیس متوقف کرده‌است. بیش از ۸۰۰ نفر در ارتباط با این شبکه دستگیر شدند.

## پیشینه
انکروچت یک سیستم ارتباطی تلفن همراهی است که روی سیستم اندروید نصب می‌شود، این شرکت پیام‌رسان رمزنگاری شده انکروچت را روی گوشی‌ها نصب می‌کرد و باعث می‌شد قابلیت‌هایی مثل دسترسی به موقعیت مکانی، دوربین و میکروفون را غیرفعال کند. بر اساس گزارش‌های منتشره در ژوئیه ۲۰۲۰ این سیستم ارتباطی با پرداخت ۱۰۰۰ و بعد ۱۵۰۰ پوند برای شش ماه، استفاده از سیستم ارتباطی ایمن انکروچت را با رمزگذاری بر روی دستگاه‌های تلفن فراهم می‌کرد. یکی از ویژگی‌های این دستگاه این است که می‌تواند به سرعت همه چیز را روی آن پاک کرد، بطوریکه خلافکاران همه اطلاعات گوشی‌های خود را از راه دور پاک می‌کردند. رمز این سیستم ابتدا در ۲۰۱۷ توسط ژاندارمری فرانسه کشف شد. سپس پلیس اروپا به حدود صد میلیون پیام رمزنگاری شده دسترسی یافت که متعلق به جرایم سازمان‌یافته از جمله پول نقد، اسلحه و کشف مواد مخدر بود و توانست دست کم ۸۰۰ مظنون را در سراسر اروپا دستگیر کند.

## عملیات ونتیک
عملیات ونتیک یک واکنش ملی توسط آژانس جنایی ملی بریتانیا است. در نتیجه نفوذ به این شبکه ارتباطی، اطلاعات آن در اختیار نیروهای پلیس منطقه‌ای قرار گرفت تا از آن‌ها برای انجام موجی از دستگیری‌ها با نام عملیات ونتیک استفاده کنند. متعاقب آن پلیس بریتانیا ۷۴۶ فرد از جمله سرشاخه‌های گروه‌های خلافکار را دستگیر کرد، از این طریق دو تن مواد مخدر (به ارزش ۱۰۰ میلیون پوند) کشف شد، ۵۴ میلیون پوند پول نقد و همچنین سلاح‌هایی شامل مسلسل دستی، اسلحه، نارنجک، سلاح تهاجمی AK47، و بیش از ۱۸۰۰ گلوله مهمات، همچنین بیش از ۲۸ میلیون قرص آرام بخش اتیزولام توقیف شد. افسران فاسد مجری قانون در جریان این عملیات نیز دستگیر شدند.